# Audiologi
Audiologi er læren om hørelsen (lat. audire høre, gr. logos læren om) og de til hørelsen relaterede sygdomme.
Se også:
- Døvhed
- Døv-stumhed

- Høreforesorg

- Høreapparat

- Cochlear Implant